# Мученик Созонт
Мученик Созонт Помпеољски је ранохришћански светитељ и мученик из 3. века. грч. Σώζων ὀ Πομπηιούπολις

## Биографија
Рођен је у Ликаонии. Нашао се у граду Помпеопољу, у време паганског празника тамошњем златном идолу коме су приношене жртве. Ушао је у идолиште у коме је стајао идол од злата, и одломио руку са златнога идола, раздробио је и разделио сиромасима. Због тога је осуђен од стране намесника Максимијана на мучење до смрти.
После дугих мука, које је стоички поднео умро је око 304. године. На месту где је пострадао подигнута је црква светог Созонта, посвећена њему.
Православна црква прославља светог Созонта 7. септембра по јулијанском календару.